# Ölfloden i London
Ölfloden i London inträffade den 17 oktober 1814 i St. Giles i London. Vid Meux and Company Brewery på Tottenham Court Road, brast ett stort kar med över 610 000 liter öl, och medförde att andra behållare i samma byggnad demolerades i en dominoeffekt. Som ett resultat spilldes mer än 1 470 000 liter öl ut och forsade ut på de omgivande gatorna. Vågen av öl förstörde två hem och krossade väggen i Tavistock Arms Pub, där en anställd tonåring, Eleanor Cooper, dödades under rasmassorna. Inom några minuter översvämmade ölet granngatorna George Street och New Street och dödade en mor och dotter, och forsade genom ett rum där människor samlats för en möte.

## Historik
Bryggeriet var beläget bland de fattigas hus och hyreshusen i St Giles Rookery, där hela familjer bodde även i källarrum, som snabbt fylldes med öl. Det är känt att minst åtta personer drunknade i floden eller dog av andra skador.
Bryggeriet ställdes så småningom inför rätta för olyckan, men katastrofen ansågs av domaren vara en "Act of God" och juryn utpekade ingen ansvarig. Det fanns spekulationer om korruption vad gäller domstolsbeslutet, men inget officiellt uttalande gjordes. Företaget hade svårt att klara av de ekonomiska konsekvenserna av katastrofen, då en betydande förlust av försäljningen förvärrades av att man redan hade betalat skatt på ölet. Det gjorde därför en framgångsrik ansökan till parlamentet om återbetalning av skattemedel vilket gjorde det möjligt för bryggeriet att fortsätta sin verksamhet.
Bryggeriet revs 1922 och Dominion Theatre övertog senare en del av fastigheten. År 2012 började en lokal pub, Holborn Whippet, att markera händelsen med ölfloden med ett fat av porter bryggt speciellt för olycksdagen.